# Adrian Pukanycz
Adrian Mykołajowycz Pukanycz, ukr. Адріан Миколайович Пуканич (ur. 22 czerwca 1983 w Wynohradiwie) – ukraiński piłkarz, grający na pozycji pomocnika, reprezentant Ukrainy.

## Kariera piłkarska

### Kariera klubowa
Wychowanek Akademii Piłkarskiej Szachtar Donieck. W 2000 rozpoczął karierę piłkarską w drugiej drużynie Szachtara. W sezonie 2001/02 został wypożyczony do Polissia Żytomierz. 26 października 2002 debiutował w podstawowym składzie Szachtara w wygranym 2:0 meczu z Czornomorcem. Jednak nie potrafił przebić się do podstawowej jedenastki i był wypożyczony najpierw do Illicziwca Mariupol, a potem do Worskły Połtawa. Latem 2009 przeszedł do Illicziwca Mariupol. 30 sierpnia 2013 przeszedł do Howerły Użhorod, w którym występował do końca roku. W styczniu powrócił do Illicziwca Mariupol, ale wkrótce 10 lutego 2014 klub zrezygnował z usług piłkarza. W lutym 2011 podpisał kontrakt z gruzińskim klubem Szukura Kobuleti.

### Kariera reprezentacyjna
Występował w młodzieżowej reprezentacji Ukrainy. Uczestniczył w turnieju finałowym w Portugalii w 2006.
11 czerwca 2003 zadebiutował w narodowej reprezentacji Ukrainy w przegranym 0:1 meczu kwalifikacyjnym do Euro-2004 z Grecją. Łącznie rozegrał 2 gry i strzelił 1 gola.

## Sukcesy i odznaczenia

### Sukcesy klubowe
- mistrz Ukrainy: 2005
- wicemistrz Ukrainy: 2003, 2004
- zdobywca Pucharu Ukrainy: 2004
- finalista Pucharu Ukrainy: 2003, 2005

### Sukcesy reprezentacyjne
- wicemistrz Europy U-21: 2006